# Carlos Freire
Carlos Manuel da Silva Freire, noto come Carlos Freire (Sintra, 18 aprile 1959), è un ex calciatore portoghese, di ruolo attaccante.

## Carriera

### Club
Con lo Sporting Lisbona vinse due campionati, due coppe nazionali e una supercoppa portoghese. Con il Celta Vigo conquistò la promozione in Primera División.

### Nazionale
Ha collezionato una presenza con la propria nazionale nel 1981, in occasione della sconfitta per 4-1 contro Israele.

## Statistiche

### Cronologia presenze e reti in nazionale
| Cronologia completa delle presenze e delle reti in nazionale ― Portogallo | Cronologia completa delle presenze e delle reti in nazionale ― Portogallo | Cronologia completa delle presenze e delle reti in nazionale ― Portogallo | Cronologia completa delle presenze e delle reti in nazionale ― Portogallo | Cronologia completa delle presenze e delle reti in nazionale ― Portogallo | Cronologia completa delle presenze e delle reti in nazionale ― Portogallo | Cronologia completa delle presenze e delle reti in nazionale ― Portogallo | Cronologia completa delle presenze e delle reti in nazionale ― Portogallo |
| Data                                                                      | Città                                                                     | In casa                                                                   | Risultato                                                                 | Ospiti                                                                    | Competizione                                                              | Reti                                                                      | Note                                                                      |
| ------------------------------------------------------------------------- | ------------------------------------------------------------------------- | ------------------------------------------------------------------------- | ------------------------------------------------------------------------- | ------------------------------------------------------------------------- | ------------------------------------------------------------------------- | ------------------------------------------------------------------------- | ------------------------------------------------------------------------- |
| 28-10-1981                                                                | Tel Aviv                                                                  | Israele                                                                   | 4 – 1                                                                     | Portogallo                                                                | Qual. Mondiali 1982                                                       | -                                                                         | 46’                                                                       |
| Totale                                                                    |                                                                           | Presenze                                                                  | 1                                                                         |                                                                           | Reti                                                                      | 0                                                                         |                                                                           |

## Palmarès

### Club

#### Competizioni nazionali
- Campionato portoghese: 2

Sporting Lisbona: 1979-1980, 1981-1982
- Coppa del Portogallo: 2

Sporting Lisbona: 1977-1978, 1981-1982
- Supercoppa di Portogallo: 1

Sporting Lisbona: 1982